# Horse the Band
HORSE the Band — американская рок-группа, наиболее известная своими экспериментами по слиянию электронной восьмибитной музыки и пост-хардкора. Фронтмен группы Натан Уиннек однажды описал их стиль как нинтендокор, и с тех пор это слово закрепилось.

## Состав

### Текущий состав
- Нэйтан Уиннек (англ. Nathan Winneke) — вокал
- Эрик Энгстром (англ. Erik Engstrom) — синтезатор
- Дэвид Исен (англ. David Isen) — гитара
- Джереми Бигнелл (англ. Jeremiah Bignell) — бас-гитара
- Даниэль Пулио (англ. Daniel Pouliot) — ударные

## Дискография
- Secret Rhythm of the Universe (2001)
- R. Borlax (2003)
- The Mechanical Hand (2005)
- A Natural Death (2007)
- Desperate Living (2009)
- Your Fault (2020)

## Интересные факты
- Неизменный инструмент клавишника для воссоздания звуков 8-битных игровых приставок — синтезатор Korg MS2000.[1]
- Во время одного из туров в 2006 году после концерта в Чикаго группа отказалась давать дальнейшие концерты, чтобы приступить к записи EP Pizza, объяснив это тем, что там самая лучшая пицца и покинуть город так скоро было бы преступлением.
- В 2008 году группа самостоятельно организовала и профинансировала мировой тур по 45 странам мира. В том числе они побывали в России, Беларуси и Украине.[2]
- У Натана Уиннека есть свой христианский проект носящий название The Marine Core.